# Ocoliș
Ocoliș (anciennement Ocolișul Mare, en hongrois : Alsóaklos, Kisoklos ou Nagyaklos, en allemand : Zaundorf) est une commune du județ d'Alba, Roumanie qui compte 616 habitants.
La commune est composée de quatre villages : Lunca Largă, Ocoliș, Runc et Vidolm.

## Démographie
D'après le recensement de 2011, la commune compte 616 habitants, en forte baisse par rapport au recensement de 2002 où elle en comptait 846.
Lors de ce recensement de 2011, 97,56 % de la population se déclare roumaine (2,11 % ne déclare pas d'appartenance ethnique).

## Politique
| Période                                  | Période  | Identité             | Étiquette | Qualité |
| ---------------------------------------- | -------- | -------------------- | --------- | ------- |
| Les données manquantes sont à compléter. |          |                      |           |         |
| 2004                                     | En cours | Alin Alexandru Jucan | PNL       |         |

| Parti | Parti                        | Sièges |
| ----- | ---------------------------- | ------ |
|       | Parti national libéral (PNL) | 6      |
|       | Parti social-démocrate (PSD) | 3      |

## Galerie
|                               |
| Église en bois à Lunca Largă. |

|                         |
| Église en bois de Runc. |

|                           |
| Église en bois de Vidolm. |